# Lukáš Sadílek
Lukáš Sadílek (* 23. Mai 1996 in Uherský Ostroh) ist ein tschechischer Fußballspieler.

## Karriere

### Verein
Nachdem er in seiner Jugend für den FK Uherský Ostroh, den FK Ostrožská Nová Ves, den 1. FC Slovácko und Baník Ostrava spielte. Kehrte er ab 2011 wieder zu Slovácko zurück und spielte hier bis zur U19. Anschließend ging er dann zur Saison 2015/16 auch fest in den Kader von deren erster Mannschaft über. Für diese kam er aber auch schon bereits am 30. August 2014 zu seinem Liga-Debüt. Nach einer Saison mit einer ordentlichen Anzahl an Einsätzen, wurde er im Sommer 2016 an den FK Baník Sokolov verliehen, wo er die Hinrunde der Spielzeit 2016/17 verbrachte und in der Zweiten Liga einiges an Einsätzen hatte. Nach einer kurzen Rückkehr zu seinem Stammklub verbrachte er hier dann auch noch ab Mitte Februar 2017 den Rest der laufenden Spielzeit. Anschließend gehörte er bei Slovácko mit zum Stammkader und nahm sogar einmal an der Qualifikation zur Champions League Teil. In der Spielzeit 2021/22 gewann er mit dem Team dann den nationalen Pokal. Nach diesem Titelgewinn wechselte er schließlich zur Saison 2022/23 zu Sparta Prag, mit welchen er in seiner ersten Saison hier dann auch Meister wurde. In der Spielzeit 2023/24 der Europa League, kam er mit seiner Mannschaft bis ins Achtelfinale.

### Nationalmannschaft
Nachdem er mit der tschechischen U16 einige Einsätze sammelte, kam er auch bei der U17 wie auch der U18 zu weiteren. Aber auch mit der U19, der U20 und der U21 erreichte er nie ein großes Turnier.
Sein Debüt für im Trikot der A-Nationalmannschaft hatte er dann am 17. Juni 2023, wo er bei einem 3:0-Sieg über Färöer in der 90. Minute für Alex Král eingewechselt wurde.